# 神経管
神経管（しんけいかん）は、脊索動物の発生過程で出現する、神経系の原基。発生初期の神経胚と呼ばれる時期に出現し、胚の背面の外胚葉が溝状に陥没（神経板）し、溝の両側が上に伸びて（神経溝）互いに接触し、そのまま筒状に閉じて体内に管状の構造を形成したものである。
脊索動物の脳、脊髄といった中枢神経系はこの構造を出発点として発生する。そのため、成体の中枢神経は、表面が神経細胞の集中した灰白質、下層が主として神経線維からなる白質からなるその内側に、脳室のような空洞を持ち、出発時の筒状の基本構造を残している。また、末梢神経は神経管から伸び出した細胞が全身に伸び進んでいくことで形成される。